# 成功佛

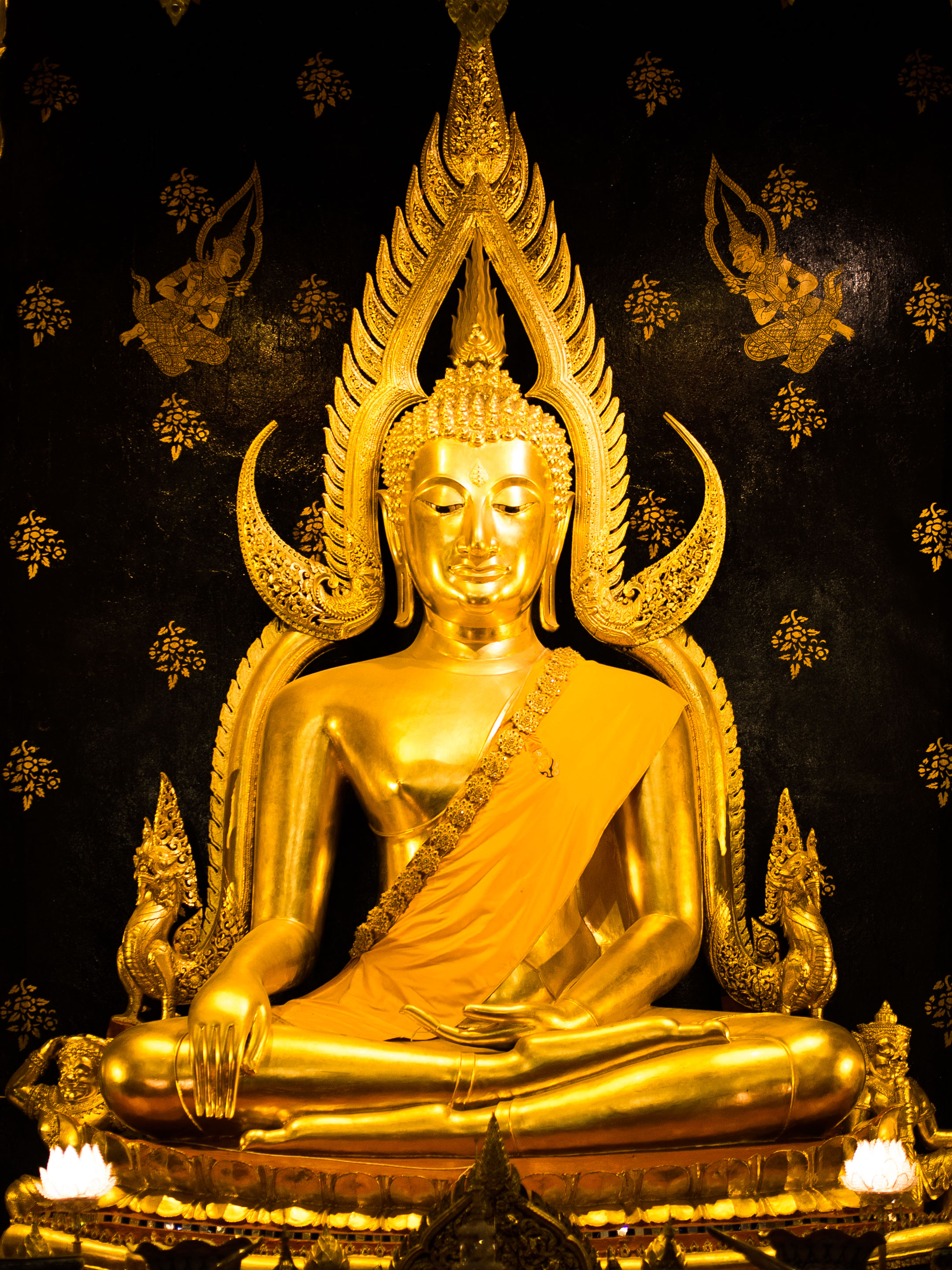
成功佛

成功佛（Phraphuthṭh chin rāch），又称法拓沁那拉、七那拉、双龙佛，是泰国的一尊雕塑完美的佛像，塑造于素可泰王朝时期（1357年），供奉于彭世洛府的帕西雷达纳玛哈泰寺中。
在曼谷的云石寺，广东省潮州市的开元寺泰佛殿和美国加利福尼亚州旧金山San Bruno的泰国佛光寺也供奉着一尊成功佛像。

## 图库

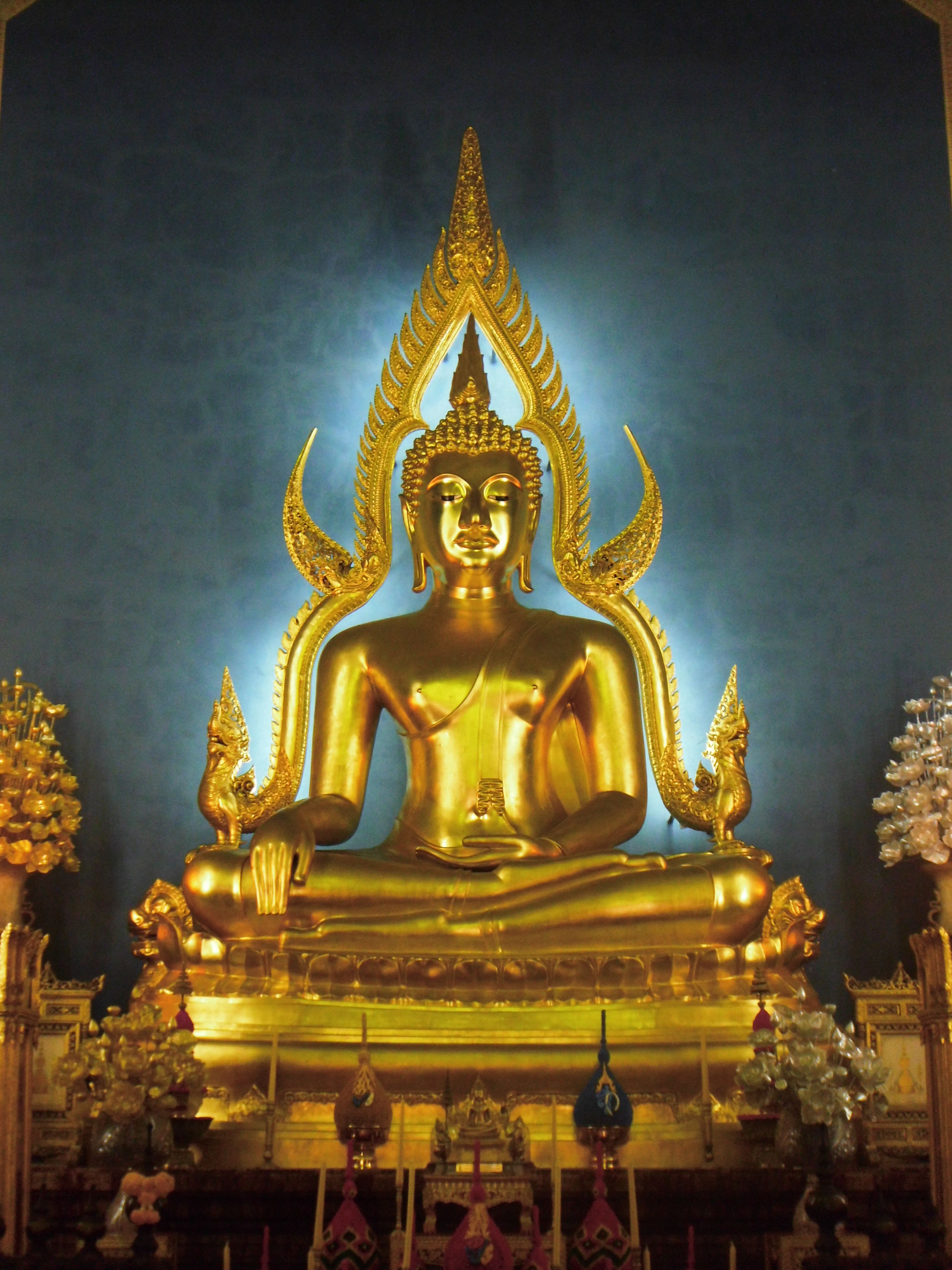
曼谷云石寺
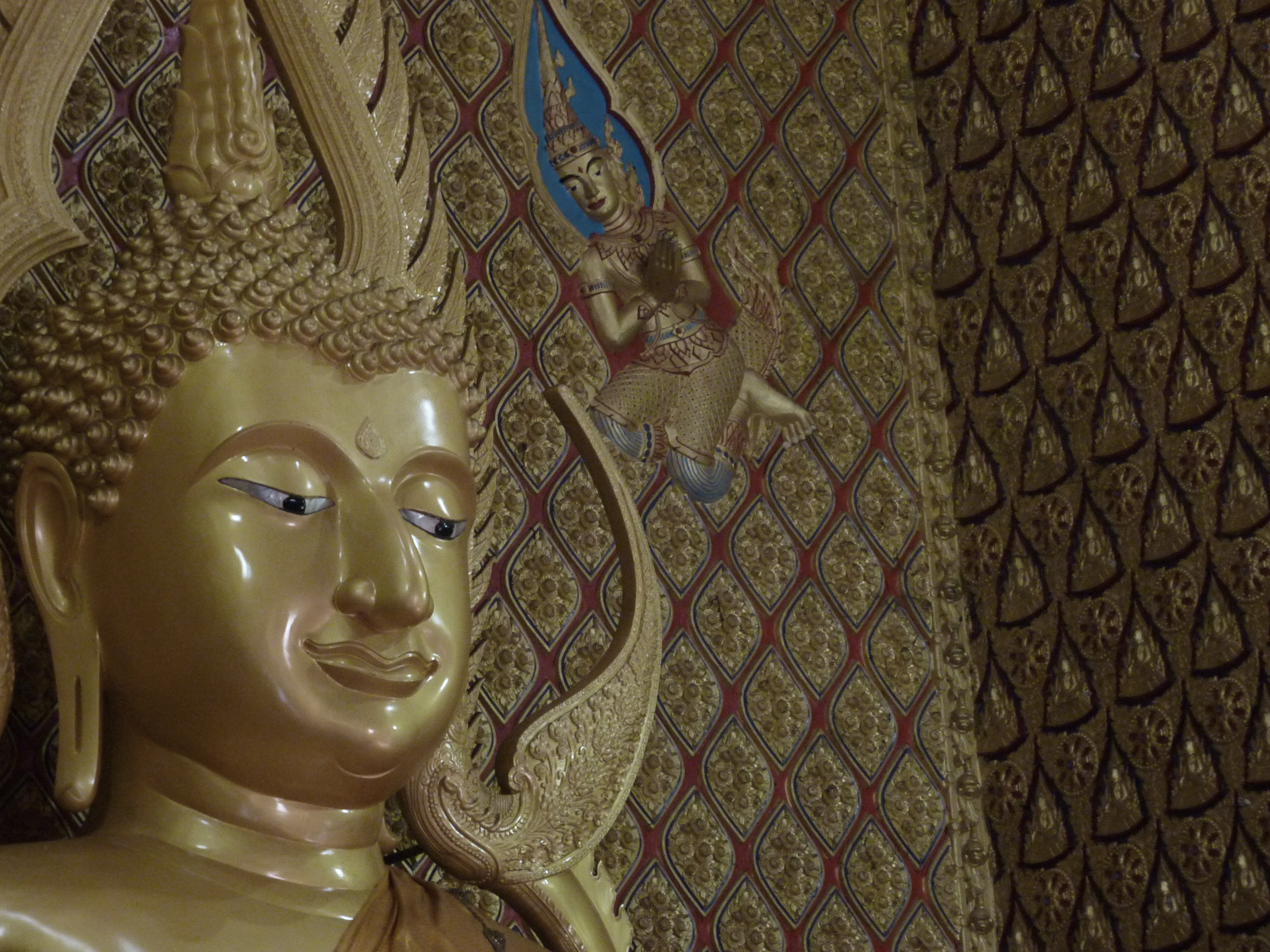
马来西亚Wat Maisuwankiri
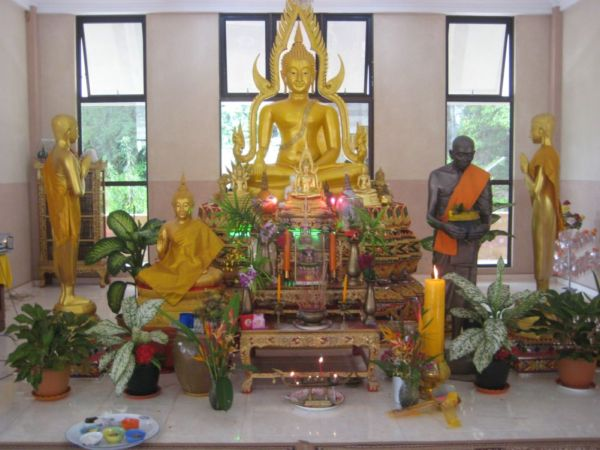
马来西亚Wat Siam Kubang Tiga